# Васильєвка (Ішимбайський район)
Васи́льєвка (рос. Васильевка, башк. Васильевка) — село у складі Ішимбайського району Башкортостану, Росія. Входить до складу Петровської сільської ради.
Населення — 729 осіб (2010; 760 в 2002).
Національний склад:
- чуваші — 97%